# Sisto Badalocchio

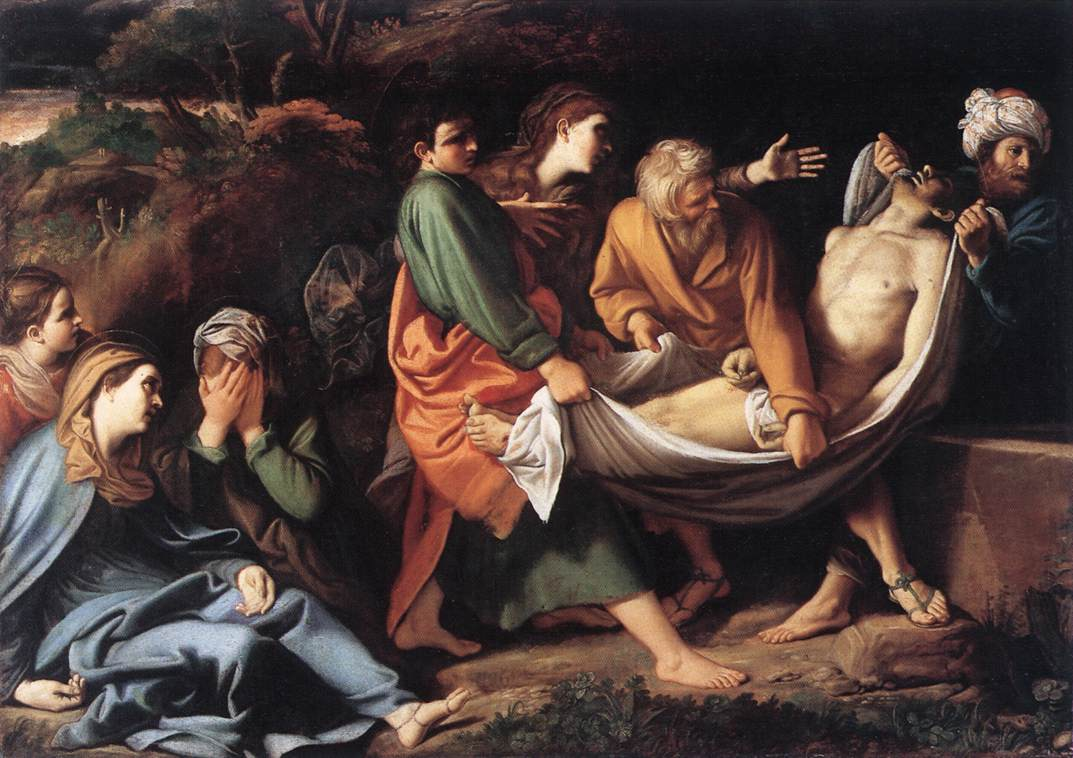
Begräbnis Christi, ca. 1610

Sisto Rosa (eigentlich Badalocchio; * 28. Juni 1585 in Parma; † 1647 in Rom) war ein italienischer Maler, Kupferätzer und Radierer.

## Leben
Sisto Badalocchio war der Sohn von Giovanni Badalocchio und einer Margherita. Vermutlich war Andrea della Rosa dein Pate, was den Zusammenhang mit dem Namen „Sisto Rosa“ erklären könnte. Manchmal wurde er auch als „Sisto Rosa, genannt Badalocchio“ bezeichnet, was eigentlich andersherum sein müsste, also „Sisto Badalocchio, genannt Rode“.
Er war ein Schüler Annibale Carraccis und ein Freund Giovanni Lanfrancos war. Gemeinsam mit Lanfranco und ihrem Lehrer Carracci kam er 1606 von Bologna aus nach Rom. Dort war er als Gehilfe Carraccis an der Ausmalung des Palazzo Farnese beteiligt.
Seine Gemälde sind in akademischer Manier gehalten, seine Stiche in Lanfrancos Geschmack behandelt. Gemeinsam mit Lanfranco veröffentlichte er 1607 in Kupferätzung eine Sammlung (23 Blätter) von Zeichnungen und Radierungen nach den biblischen Darstellungen Raffaels im Vatikan. Eigenständig fertigte er sechs Blätter nach den Fresken Antonio da Correggios im Dom zu Parma, die vier Evangelisten nach Raffael, Amor und Pan nach Agostino Carracci, die Gruppe des Laokoon u. a.
Im Palazzo Verospi (späterer Name Palazzo del Credito Italiano) in Rom fertigte er vier mythologische Szenen nach Kartons von Francesco Albani. Nach dem Tod seines Lehrmeisters kehrte er 1609 nach Bologna zurück, wo er 1613 im Palast des ehemaligen Herrschers Giovanni II.o in Bentivoglio Freskodarstellungen aus dem Mythos des Herakles sowie eine Allegorie des Ruhmes zu malen begann. Er vollendete diese Werke nicht und ging nach Reggio d’Emilia, wo er zahlreiche Arbeiten ausführte. Das Deckengemälde über dem Altarchor der Kirche S. Giovanni, das Christus in der Engelsglorie und die vier allegorischen Gestalten der Tugenden darstellt, gilt als sein Hauptwerk.
Er heiratete um das Jahr 1617 in Parma. Nach 1624 gibt es keine gesicherten Daten mehr über ihn. Es wird daher vermutet, dass nicht mehr am Leben war und sich das verbreitet wiedergegebene Todesjahr auf eine Verwechslung mit Giovanni Lanfranco Sterbejahr handelt.

## Werke (Auswahl)
Kupferstiche
- Die heilige Familie, nach Schidone
- Die Vermählung der heiligen Catharina
- Die Anbetung der Könige. nach Annibale Carracci